# Großfeldsiedlung (metropolitana di Vienna)
La stazione di Großfeldsiedlung è una stazione della metropolitana di Vienna, posta sulla linea U1.

## Descrizione
La stazione di Großfeldsiedlung è entrata in servizio il 2 settembre 2006, come parte del prolungamento da Kagran a Leopoldau della linea U1.
Nei pressi della stazione si trova il Großfeldsiedlung, un complesso residenziale urbano costruito tra il 1966 e il 1973 con circa 30 000 abitanti.

## Ingressi
- Dopschstraße
- Gitlbauergasse